# Turboagregat
Turboagregat je toplotna turbina z generatorjem tesno povezana v agregat preko skupne gredi za proizvodnjo električne energije, pomembna značilnost je da ima turboagregat neizražene generatorske pole in je zato primeren za visoke hitrosti vrtenja s katerimi se vrtijo parne turbine (tipično 3600 RPM ZDA 60 Hz, 3000 RPM EU 50 Hz ali 1500 RPM jederske). Uporabljajo se v termoelektrarnah in  jedrskih elektrarnah. Zelo različni so počasi vrteči se generatorji hidroelektrarn (okoli 80 RPM), ki imajo izražene pole in jih imenijemo polovo kolo.